# Бауладу
Бауладу (итал. Bauladu) — коммуна в Италии, располагается в области Сардиния, в провинции Ористано.
Население составляет 736 человек (2008 г.), плотность населения составляет 28 чел./км². Занимает площадь 24 км². Почтовый индекс — 9070. Телефонный код — 0783.
Покровителями коммуны почитаются святой Григорий Великий, папа Римский, и священномученик Лаврентий, празднование 10 августа.

## Демография
Динамика населения за 140 лет:

## Администрация коммуны
- Официальный сайт: http://www.comune.bauladu.or.it/